# Joy Smithers
Joy Smithers (* 15. Juli 1963 in Sydney, New South Wales) ist eine australische Schauspielerin. 

## Leben und Karriere
Joy Smithers wurde 1963 in Sydney geboren. Bereits im Alter von 12 Jahren begann sie bei der Zeitschrift Vogue als Model zu arbeiten. Mit 15 Jahren wurden ihr und ihrer Schwester Susan von einem US-amerikanischen Musikproduzenten ein Fünfjahresvertrag angeboten. Einer ihrer Songs wurde mit einem ARIA Award ausgezeichnet. Ihr größter Erfolg war nach Smithers’ Aussage ein Auftritt mit der Perther Band Eurogliders vor Prinz Charles und Prinzessin Diana.
Smithers ist in Australien bekannt aus den Fernsehserien Die fliegenden Ärzte, Home and Away und All Saints. Internationale Bekanntheit erlangte sie 1989 neben Nicole Kidman und Denholm Elliott durch ihre Rolle der Mandy Engels in der australischen Miniserie Bangkok Hilton. Smithers wirkte in dem Actionfilm Mad Max: Fury Road mit, einer Fortführung der Mad-Max-Reihe aus den 1980er Jahren, der 2015 in die Kinos kam. Kurioserweise wurde 1979 der damals 15-jährigen Smithers die Rolle der Ehefrau von Mad Max, dargestellt von Mel Gibson, angeboten. Ihre Eltern erlaubten es ihr jedoch nicht.
Joy Smithers ist seit 2000 in zweiter Ehe mit Tony Haines verheiratet. Dieser Verbindung entstanden ein Sohn und eine Tochter. Aus einer früheren Beziehung stammt eine weitere Tochter.

## Filmografie (Auswahl)
- 1985: Starship
- 1986–1990: Die fliegenden Ärzte (The Flying Doctors, Fernsehserie)
- 1988–2008: Home and Away (Fernsehserie)
- 1989: Bangkok Hilton (Fernsehserie)
- 1993: The Custodian
- 1994: The Seventh Floor
- 1996: River Street
- 1999: Wildside
- 1999–2003: All Saints (Fernsehserie)
- 2004: The Cooks (Fernsehserie)
- 2008: Newcastle
- 2013–2014: Wonderland (Fernsehserie)
- 2015: Mad Max: Fury Road